# Rehlingen-Siersburg
Rehlingen-Siersburg é um município da Alemanha localizado no distrito de Saarlouis, estado do Sarre.